# Сеникавил (Охајо)
Сеникавил (енгл. Senecaville) град је у америчкој савезној држави Охајо.

## Демографија
По попису из 2010. године број становника је 457, што је 4 (0,9%) становника више него 2000. године.
| Група             | 2000.        | 2010.       |
| Белци             | 453 (100,0%) | 452 (98,9%) |
| Афроамериканци    | 0 (0,0%)     | 0 (0,0%)    |
| Азијати           | 0 (0,0%)     | 0 (0,0%)    |
| Хиспаноамериканци | 0 (0,0%)     | 0 (0,0%)    |
| Укупно            | 453          | 457         |